# Hippias (Tyrann von Athen)
Hippias (altgriechisch Ἱππίας Hippías; † 490 v. Chr.) war Teilhaber der Peisistratiden-Tyrannis in Athen. Gemeinsam mit seinem Bruder Hipparchos setzte er nach dem Tod ihres Vaters Peisistratos die Tyrannen-Herrschaft von 527 bis 510 v. Chr. fort.
Hippias galt in diesem Gespann als der politisch führende Kopf. 514 v. Chr. verübten die „Tyrannenmörder“ Harmodios und Aristogeiton ein erfolgreiches Attentat auf Hipparchos, das wohl auch den Bruder hätte treffen sollen. Daraufhin verhärtete sich das von Hippias nun allein ausgeübte tyrannische Regime.
Auf Betreiben vor allem des im Exil wirkenden Kleisthenes von Athen gelang es mit Hilfe Spartas unter Kleomenes I., dem die Priester des delphischen Orakels angeblich mehrfach zurieten, das Regime des Hippias zu stürzen. Die kleisthenische Alkmaioniden-Familie soll den Bau des Tempels von Delphi durch ihr großes Vermögen maßgeblich unterstützt und ihm zu besonders prächtiger Ausführung verholfen haben. Demnach wäre der Aufruf zur Befreiung Athens von den Alkmaioniden erkauft gewesen. Nachdem ein erster Versuch, Hippias zu stürzen, durch die Hilfe von mit Athen verbündeten thessalischen Truppen zum Scheitern gebracht wurde, griff Spartanerkönig Kleomenes I. schließlich mit Truppen des Peloponnesischen Bundes im Jahr 510 v. Chr. Athen erneut an und schlug die thessalische Reiterei in die Flucht. Der auf die Akropolis geflüchtete Hippias handelte seinen freien Abzug aus Athen aus. Er siedelte nach Sigeion über, wo er unter persischer Herrschaft regierte. Im Dienste der Perser nahm er als Berater an der Schlacht bei Marathon teil.